# Tillandsia edithae
Tillandsia edithae är en gräsväxtart som beskrevs av Werner Rauh. Tillandsia edithae ingår i släktet Tillandsia och familjen Bromeliaceae. Inga underarter finns listade i Catalogue of Life.

## Bildgalleri

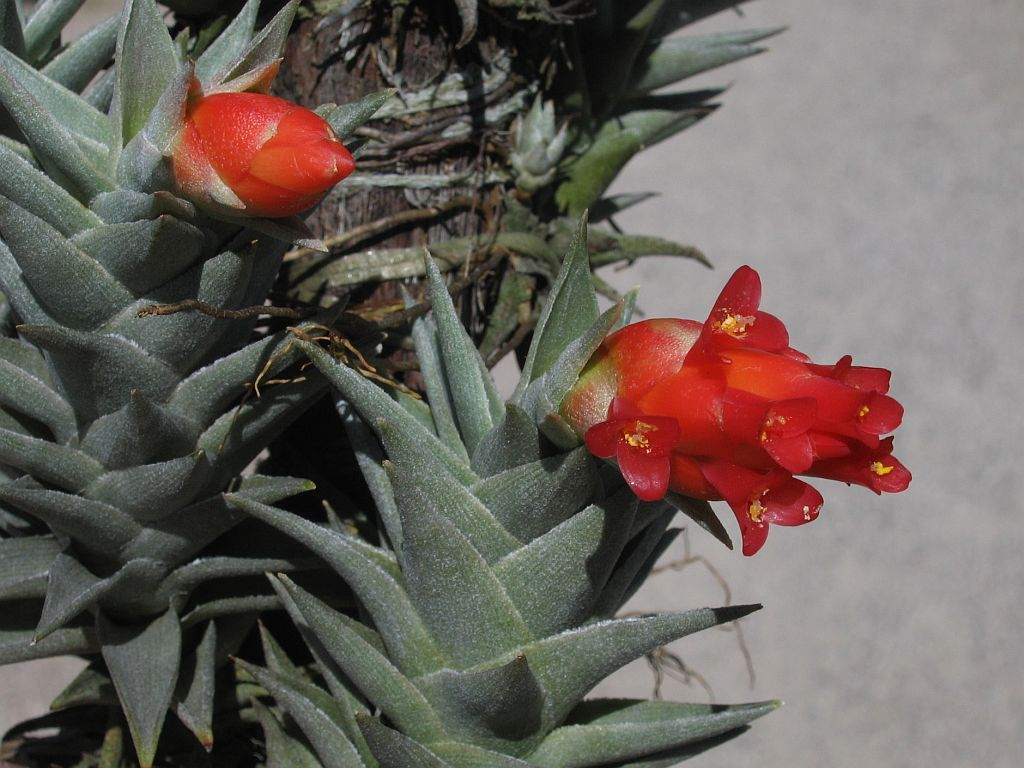